# MEDEVAC Czech
MEDEVAC Czech je zdravotně humanitární program Ministerstva vnitra České republiky, založený v roce 1993. Zaměřuje se na poskytování lékařské péče civilistům, kteří se nacházejí ve vážném zdravotním stavu. 
V rámci programu přijíždějí do České republiky cizinci na léčení. Lékaři z postižených oblastí absolvují v ČR odborné stáže, naopak české lékařské týmy jsou vysílány do zahraničí. Program je dále zaměřen na rozvoj zdravotnické infrastruktury v zemích postižených válkou nebo přírodními katastrofami.
Do programu je zapojeno osm českých nemocnic a za dobu jeho existence bylo v jeho rámci odoperováno přes 3700 pacientů (k roku 2020).

## Zahraniční spolupráce
ČR navázala v rámci programu spolupráci s řadou zemí světa. Patří mezi ně Bělorusko, Irák, Jordánsko, Kosovo, Libye, Kambodža, Keňa, Libanon, Maroko, Nepál, Sýrie, Ukrajina.

## Příklady pomoci
- 1998 – léčba srdečních vad a nefrologických onemocnění u pacientů z Kosova
- 2003–2005 – léčba popálenin a srdečních vad u pacientů z Iráku
- 2011–2012 – léčba válečných zranění a srdečních vad u pacientů z Libye
- 2012–2013 – léčba válečných zranění a srdečních vad u pacientů ze Sýrie
- 2014–2015 – léčba válečných zranění u pacientů z Ukrajiny[2]
- 2015 – operace dětí z Jordánska, Kambodži a Keni, trpících vrozenými srdečními vadami, provedené v zahraničí lékaři z Fakultní nemocnice v Motole
- 2020 – pomoc běloruským pacientům zraněným při povolebních protestech proti režimu Alexandra Lukašenka[3]